# 古斯塔夫·耶内克
古斯塔夫·耶内克（德語：Gustav Jaenecke，1908年5月22日—1985年5月30日），德国男子冰球运动员。他曾代表德国参加1928年、1932年和1936年冬季奥林匹克运动会冰球比赛，其中1932年冬季奥运会获得一枚铜牌。